# Serie A Femenina Amateur de Ecuador 2023
El Campeonato Ecuatoriano de Fútbol Femenino 2023, llamado oficialmente Liga de Fútbol Amateur Femenina 2023 es la 10.ª edición de la Serie A Femenina Amateur esto torneo comenzaría a jugar el 29 de julio y finalizaría el 14 de octubre y dará 5 cupos para el Ascenso Nacional Femenino Profesional para determinar los ascensos a la Súperliga Femenina 2024. El torneo fue organizado por la Comisión Nacional de Fútbol Aficionado, anexa a la Federación Ecuatoriana de Fútbol

## Sistema de competición

### Primera etapa
Los 24 equipos participantes se dividieron en 6 grupos de 4 equipos cada uno, jugando bajo el sistema de todos contra todos en partidos de ida. Los mejores ubicados de cada grupo y los 2 mejores segundos clasificaron a la segunda etapa.

### Segunda etapa
Los 8 equipos clasificados de la etapa anterior fueron emparejados en 4 llaves, jugando cuartos, semifinal y final bajo el sistema de eliminación directa en partidos de ida y vuelta, decidiendo de esta manera al campeón del torneo. 
- Las llaves de los cuartos de final se llevaron bajo sorteo.
- El campeón, subcampeón, los semifinalistas y el mejor cuarto-finalistas, es decir los 5 mejores del torneo, clasificaron a los play-offs del Ascenso Nacional Femenino Profesional de Ecuador 2022 con el objetivo de determinar a los dos clubes ascendidos a la Súperliga Femenina 2024.

## Equipos participantes

### Información de los equipos
- Toreros F. C.
- Orense S. C.
- Península F. C.
- C. D. Pereira
- Alianza F. C.
- Corinthian's F. C.
- Olympique de Marsella del Valle
- Delfín S. C.
- Independiente S. C.
- San Miguel
- Técnico Universitario
- Academia Sport
- Bastión S. C.
- Cumandá  F. C.
- Dep. Santo Domingo
- C. D. Oriental
- C. D. Banfield
- Atlético Fluminense
- Antonio Valencia
- Atlético Patricia Pilar
- Mushuc Runa
- Unión Española